# Silo de Valladolid
El silo de Valladolid es un antiguo silo de grano de la ciudad española de Valladolid, en la provincia homónima. Constituyó una de las primeras unidades construidas de la Red Nacional de Silos.

## Historia
Su construcción respondió a una premeditada organización para el almacenamiento de cereal, dentro de la política implementada por el régimen franquista a través del Servicio Nacional del Trigo (SNT). Para el año 1942 ya se habían diseñado algunos silos de tránsito, con una tipología singular. El de Valladolid, que entró en servicio en 1949, fue uno de los primeros de la red. Sus instalaciones tenían una capacidad de almacenamiento de 2950 toneladas. En 1969 el silo vallisoletano pasaría a formar parte del Servicio Nacional de Cereales, y en 1971, del Servicio Nacional de Productos Agrarios.  
Tras caer en desuso, en la actualidad las instalaciones se encuentran sin uso agrario. 